# Tusk
Tusk är ett musikalbum av Fleetwood Mac som ursprungligen släpptes som en dubbel-LP i oktober 1979 på Warner Bros. Records. Lindsey Buckingham skrev ungefär hälften av albumets låtar och Stevie Nicks och Christine McVie den andra hälften och alla sätter sin personliga prägel på sina låtar. På grund av de stora framgångarna med gruppens förra album Rumours betecknades Tusk på sin tid som ett kommersiellt nederlag då det inte nådde förstaplatsen på försäljningslistan i USA. Inte heller albumets singlar "Tusk", och "Sara" blev lika framgångsrika.
Albumet blev framröstat till plats 21 på årets Pazz & Jop-lista.

## Låtlista
1. "Over & Over" - 4:35
2. "The Ledge" - 2:02
3. "Think About Me" - 2:44
4. "Save Me a Place" - 2:40
5. "Sara" - 4:37
6. "What Makes You Think You're the One" - 3:28
7. "Storms" - 5:28
8. "That's All for Everyone" - 3:04
9. "Not That Funny" - 3:19
10. "Sisters of the Moon" - 4:36
11. "Angel" - 4:53
12. "That's Enough for Me" - 1:48
13. "Brown Eyes" - 4:27
14. "Never Make Me Cry" - 2:14
15. "I Know I'm Wrong" - 3:05
16. "Honey Hi" - 2:34
17. "Beautiful Child" - 5:19
18. "Walk a Thin Line" - 3:44
19. "Tusk" - 3:36
20. "Never Forget" - 3:40

## Listplaceringar
| Lista (1979)   | Position                |
| -------------- | ----------------------- |
| Australien     | 2 (Kent Music Report)   |
| Frankrike      | 3                       |
| Island         | 3 (Vísir Vinsældalisti) |
| Japan          | 27 (Oricon)             |
| Kanada         | 11 (RPM)                |
| Nederländerna  | 3                       |
| Norge          | 6 (VG-lista)            |
| Nya Zeeland    | 1                       |
| Spanien        | 18                      |
| Storbritannien | 1 (UK Albums Chart)     |
| Sverige        | 8 (Topplistan)          |
| USA            | 4 (Billboard 200)       |
| Västtyskland   | 3                       |
| Österrike      | 4                       |